# Ignis Fatuu
Ignis Fatuu (von lateinisch ignis fatuus – Irrlicht) ist eine seit 2004 bestehende deutsche Mittelalter-Rock-Band aus Nürnberg.

## Geschichte
Ignis Fatuu wurde im November 2004 in Nürnberg gegründet. Nach einigen Besetzungswechseln kam 2006 Alexander Trappe dazu. 2007 veröffentlichte die Band eine Promo-CD mit 5 Songs. Ein Jahr später nahm die Band beim Festival-Mediaval teil, wo sie mit Bands wie Ingrimm, Arundo und Zwielicht auftraten. 2009 wurde Volker Semmelmann Bassist der Band. Sie veröffentlichte ihr Debütalbum Es werde Licht, nachdem sie einen Plattenvertrag mit Danse Macabre Records unterzeichneten. 2010 wechselte man zu dem Plattenlabel Trollzorn Records.
Die Band spielte auf verschiedenen Mittelalter-Musikfestivals: Hörnerfest 2008 in Brande-Hörnerkirchen, tanzt! 2008 & 2010 in Kufstein, Feuertanz Festival 2010 in Abenberg, M’era Luna 2010 in Hildesheim, Celtic Rock Open Air 2010 auf Burg Greifenstein und dem Bordun Rocknächte 2010 in Schkopau.
Im Jahr 2011 waren Ignis Fatuu als Vorband von Feuerschwanz unterwegs und Auftritte auf dem Ragnarök- und dem Hexentanz-Festival fanden statt. Des Weiteren Auftritte auf dem Festival Mediaval, dem Wacken Open Air, dem Schlosshof- und dem Burgfolk Festival.
Am 1. April des Jahres erschien das zweite Studioalbum mit dem Titel Neue Ufer.
Ab Februar 2012 kam Peter Müller (Peter Pathos) als zusätzlicher Gitarrist in der Band. Sänger Alexander Trappe verließ zum Ende der Livesaison 2012 die Formation; neuer Sänger wurde P.G. (ehemals Merlons Lichter). Mit Alexander Zwingmann und Robert Herold verließen im November 2013 zwei der drei Gründungsmitglieder von Ignis Fatuu die Band.
Am 24. März 2014 stieg das Album Unendlich viele Wege auf Platz 91 der deutschen Charts ein. 2014 und 2015 fanden weitere personelle Veränderungen statt. Die Band spielte 2015 auf dem Feuertanzfestival und dem Festival Medial. Sie gab für das Jahr 2016 den Release des nächsten Albums bekannt.

## Diskografie
- 2007: 5-Track-Promo-CD (Eigenproduktion)
- 2009: Es werde Licht (Album, Danse Macabre)
- 2011: Neue Ufer (Album, Trollzorn Records)
- 2013: Wenn alle Worte schweigen (Single, Trollzorn Records)
- 2014: Unendlich viele Wege (Album, Trollzorn Records)
- 2016: Meisterstich (Album, Trollzorn Records)